# Camera dei deputati (Ruanda)
La Camera dei deputati del Ruanda (in kinyarwanda Umutwe w'Abadepite, in swahili Baraza la Wawakilishi, in francese Chambre des députés du Rwanda, in inglese Chamber of Deputies of Rwanda) è la camera bassa del Parlamento del Ruanda. Essa è affiancata dal Senato, che svolge il ruolo di camera alta.

## Composizione e poteri
La Camera dei Deputati è composta da 80 deputati, di cui 53 eletti e 27 nominati, aventi mandato quinquennale. Essi rappresentano il popolo e compongono il potere legislativo del paese, esercitato appunto dall’Assemblea (che è, tra le due, la camera dominante), la quale ha, oltre al compito di legiferare, quello di redigere il bilancio statale.